# Phrynobatrachidae
Phrynobatrachidae – monotypowa rodzina płazów z rzędu płazów bezogonowych (Anura).

## Zasięg występowania i biotop
Rodzina obejmuje gatunki występujące na sawannach i w lasach Czarnej Afryki na południe od Sahary, z wyłączeniem południowo-zachodniej Południowej Afryki.

## Systematyka

### Etymologia
- Stenorhynchus: gr. στηνος stēnos „wąski, cienki”[19]; ῥυγχος rhunkhos „pysk, ryj”[20]. Gatunek typowy: Stenorhynchus natalensis Smith, 1849; nazwa zajęta przez Stenorhynchus Hemprich, 1820 (Sauropsida).
- Heteroglossa: gr. ἑτερος heteros „inny, różny”[21]; γλωσσα glōssa „język”[22]. Gatunek typowy: Heteroglossa africana Hallowell, 1858; nazwa zajęta przez Heteroglossa Nietner, 1856 (Coleoptera).
- Phrynobatrachus: gr. φρυνη phrunē, φρυνης phrunēs „ropucha”[23]; βατραχος batrakhos „żaba”[24].
- Hemimantis: gr. ἡμι- hēmi- „pół-, mały”, od ἡμισυς hēmisus „połowa”[25]; μαντις mantis, μαντεως manteōs „żaba drzewna”[26]. Gatunek typowy: Hemimantis calcaratus Peters, 1863.
- Leptoparius: gr. λεπτος leptos „delikatny, drobny”[27]; παρεια pareia „policzek”[28]. Nazwa zastępcza dla Stenorhynchus Smith, 1849.
- Dimorphognathus: gr. διμορφος dimorphos „dimorficzny, o podwójnym kształcie”, od δι- di- „podwójny”, od δις dis „dwa razy”, od δυο duo „dwa”; μορφη morphē „forma, kształt, postać”[29]; γναθος gnathos „żuchwa”[30].  Nazwa zastępcza dla Heteroglossa Hallowell, 1858.
- Pararthroleptis: gr. παρα para „blisko”[31]; rodzaj Arthroleptis Smith, 1849[11]. Gatunek typowy: Pararthroleptis nanus Ahl, 1925.
- Hylarthroleptis: zbitka wyrazowa nazw rodzajów: Hyla Laurenti, 1768 oraz Arthroleptis Smith, 1849[12]. Gatunek typowy: Hylarthroleptis accraensis Ahl, 1925 (= Phrynobatrachus latifrons Ahl, 1924).
- Phrynodon: gr. φρυνη phrunē, φρυνης phrunēs „ropucha”[23]; οδους odous, οδοντος odontos „ząb”[32]. Gatunek typowy: Phrynodon sandersoni Parker, 1935
- Pseudarthroleptis: gr. ψευδος pseudos „fałszywy”[33]; rodzaj Arthroleptis Smith, 1849[14]. Gatunek typowy: Hemimantis calcaratus Peters, 1863.
- Micrarthroleptis: gr. μικρος mikros „mały”[34]; rodzaj Arthroleptis Smith, 1849[15]. Gatunek typowy: Arthroleptis pygmaeus Ahl, 1925.

### Podział systematyczny
Do rodziny należy jeden rodzaj Phrynobatrachus Günther, 1862 z następującymi gatunkami:

- Phrynobatrachus acridoides (Cope, 1867)
- Phrynobatrachus acutirostris Nieden, 1912
- Phrynobatrachus afiabirago Ofori-Boateng, Leaché, Obeng-Kankam, Kouamé, Hillers & Rödel, 2018
- Phrynobatrachus africanus (Hallowell, 1858)
- Phrynobatrachus albomarginatus De Witte, 1933
- Phrynobatrachus alleni Parker, 1936
- Phrynobatrachus ambanguluensis Greenwood, Loader, Lawson, Greenbaum & Zimkus, 2020
- Phrynobatrachus amieti Nečas, Dolinay, Zimkus & Gvoždík, 2021
- Phrynobatrachus annulatus Perret, 1966
- Phrynobatrachus anotis Schmidt & Inger, 1959
- Phrynobatrachus arcanus Gvoždík, Nečas, Dolinay, Zimkus, Schmitz & Fokam, 2020
- Phrynobatrachus asper Laurent, 1951
- Phrynobatrachus auritus Boulenger, 1900
- Phrynobatrachus batesii (Boulenger, 1906)
- Phrynobatrachus bequaerti (Barbour & Loveridge, 1929)
- Phrynobatrachus bibita Goutte, Reyes-Velasco & Boissinot, 2019
- Phrynobatrachus breviceps Pickersgill, 2007
- Phrynobatrachus brevipalmatus (Ahl, 1925)
- Phrynobatrachus brongersmai Parker, 1936
- Phrynobatrachus bullans Crutsinger, Pickersgill, Channing & Moyer, 2004
- Phrynobatrachus calcaratus (Peters, 1863)
- Phrynobatrachus chukuchuku Zimkus, 2009
- Phrynobatrachus congicus (Ahl, 1925)
- Phrynobatrachus cornutus (Boulenger, 1906)
- Phrynobatrachus cricogaster Perret, 1957
- Phrynobatrachus cryptotis Schmidt & Inger, 1959
- Phrynobatrachus dalcqi Laurent, 1952
- Phrynobatrachus danko Blackburn, 2010
- Phrynobatrachus dendrobates (Boulenger, 1919)
- Phrynobatrachus discogularis Pickersgill, Zimkus & Raw, 2017
- Phrynobatrachus dispar (Peters, 1870)
- Phrynobatrachus elberti (Ahl, 1925)
- Phrynobatrachus francisci Boulenger, 1912
- Phrynobatrachus fraterculus (Chabanaud, 1921)
- Phrynobatrachus gastoni Barbour & Loveridge, 1928
- Phrynobatrachus ghanensis Schiøtz, 1964
- Phrynobatrachus giorgii De Witte, 1921
- Phrynobatrachus graueri (Nieden, 1911)
- Phrynobatrachus guineensis Guibé & Lamotte, 1962
- Phrynobatrachus gutturosus (Chabanaud, 1921)
- Phrynobatrachus hieroglyphicus Rödel, Ohler & Hillers, 2010
- Phrynobatrachus horsti Rödel, Burger, Zassi-Boufou, Emmrich, Penner & Barej, 2015
- Phrynobatrachus hylaios Perret, 1959
- Phrynobatrachus inexpectatus Largen, 2001
- Phrynobatrachus intermedius Rödel, Ofori-Boateng, Penner & Hillers, 2009
- Phrynobatrachus irangi Drewes and Perret, 2000
- Phrynobatrachus jimzimkusi Zimkus, Gvoždík & Gonwouo, 2013
- Phrynobatrachus kakamikro Schick, Zimkus, Channing, Köhler & Lötters, 2010
- Phrynobatrachus keniensis Barbour & Loveridge, 1928
- Phrynobatrachus kinangopensis Angel, 1924
- Phrynobatrachus krefftii Boulenger, 1909
- Phrynobatrachus latifrons Ahl, 1924
- Phrynobatrachus leveleve Uyeda, Drewes & Zimkus, 2007
- Phrynobatrachus liberiensis Barbour & Loveridge, 1927
- Phrynobatrachus mababiensis FitzSimons, 1932
- Phrynobatrachus maculiventris Guibé & Lamotte, 1958
- Phrynobatrachus manengoubensis (Angel, 1940)
- Phrynobatrachus mayokoensis Rödel, Burger, Zassi-Boulou, Emmrich, Penner & Barej, 2015
- Phrynobatrachus mbabo Gvoždík, Nečas, Dolinay, Zimkus, Schmitz & Fokam, 2020
- Phrynobatrachus minutus (Boulenger, 1895)
- Phrynobatrachus nanus (Ahl, 1925)
- Phrynobatrachus natalensis (Smith, 1849) – taplarka natalska
- Phrynobatrachus njiomock Zimkus & Gvoždík, 2013
- Phrynobatrachus ogoensis (Boulenger, 1906)
- Phrynobatrachus pakenhami Loveridge, 1941
- Phrynobatrachus pallidus Pickersgill, 2007
- Phrynobatrachus parkeri De Witte, 1933
- Phrynobatrachus parvulus (Boulenger, 1905)
- Phrynobatrachus perpalmatus Boulenger, 1898
- Phrynobatrachus petropedetoides Ahl, 1924
- Phrynobatrachus phyllophilus Rödel & Ernst, 2002
- Phrynobatrachus pintoi Hillers, Zimkus & Rödel, 2008
- Phrynobatrachus plicatus (Günther, 1858)
- Phrynobatrachus pygmaeus (Ahl, 1925)
- Phrynobatrachus rainerguentheri Rödel, Onadeko, Barej & Sandberger, 2012
- Phrynobatrachus rillingi Malonza, 2023
- Phrynobatrachus rouxi (Nieden, 1912)
- Phrynobatrachus rungwensis (Loveridge, 1932)
- Phrynobatrachus ruthbeateae Rödel, Doherty-Bone, Kouete, Janzen, Garrett, Browne, Gonwouo, Barej & Sandberger, 2012
- Phrynobatrachus sandersoni (Parker, 1935)
- Phrynobatrachus scapularis (De Witte, 1933)
- Phrynobatrachus scheffleri (Nieden, 1911)
- Phrynobatrachus schioetzi Blackburn & Rödel, 2011
- Phrynobatrachus steindachneri Nieden, 1910
- Phrynobatrachus sternfeldi (Ahl, 1924)
- Phrynobatrachus stewartae Poynton & Broadley, 1985
- Phrynobatrachus sulfureogularis Laurent, 1951
- Phrynobatrachus taiensis Perret, 1988
- Phrynobatrachus tanoeensis Kpan, Kouamé, Barej, Adeba, Emmrich, Boateng & Rödel, 2018
- Phrynobatrachus tokba (Chabanaud, 1921)
- Phrynobatrachus ukingensis (Loveridge, 1932)
- Phrynobatrachus ungujae Pickersgill, 2007
- Phrynobatrachus uzungwensis Grandison & Howell, 1983
- Phrynobatrachus versicolor Ahl, 1924
- Phrynobatrachus villiersi Guibé, 1959
- Phrynobatrachus werneri (Nieden, 1910)